# Наревка (река)
На́ревка (пол. Narewka, бел. На́раўка), в верхнем течении канал Старый Ров, — река в Польше и Белоруссии, левый приток Нарева (бассейн Западного Буга).

## Общие сведения

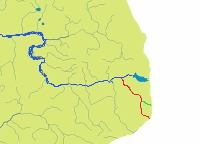
Наревка (выделено красным) на карте притоков Нарева (выделено голубым)

Длина — 61 км (в Белоруссии 21 км). Площадь водосборного бассейна — 303 км². Уклон реки — 1,4 м/км.. Высота истока — 159,8 м над уровнем моря. Высота устья — 134,9 м над уровнем моря.
Начинается у деревни Малый Красник Пружанского района. Течёт по Прибугской равнине через Беловежскую пущу. Впадает в Нарев напротив села Биндзюга. От истока до границы с Польшей русло канализировано. В верховье принимает сток из мелиоративных каналов.
Максимальная глубина — 2,1 м. Скорость потока — 2 км/ч.

## История
Впервые реку на карте нарисовал королевской ученый Майкл Полчовский 1784 года. Летописи указывают на 1409 год, когда в этих лесах охотился Великий князь Литовский и король Польши Ягайло.
В 20—30-х годах XX века по ней проводился интенсивный сплав леса.